# Fabricio Werdum
Fabricio Werdum (portugalská výslovnost [faˈbɾisju veʁˈdũ]; přezdívka "Vai Cavalo" – "Běž koni"; * 30. července 1977) je brazilský bojovník smíšených bojových umění (MMA), dvojnásobný světový šampion těžké váhy v prestižním grapplingovém turnaji ADCC (Abu Dhabi Combat Club) a evropský šampion v brazilském jiu jitsu. Je držitelem černých pásů v brazilském jiu jitsu, judu a thajském boxu. Werdum zápasil ve všech třech významných organizacích MMA – PRIDE, Strikeforce a UFC. V současné době působí v nejprestižnější světové organizaci americké UFC, kde je úřadujícím šampionem těžké váhy (prosinec 2015).
Werdum patří mezi nejlepší grapplery (bojovníky využívající techniky a chvaty z úpolových sportů k donucení soupeře se vzdát) světa. Dosud v žádném svém utkání nebyl donucen se podrobit (submission). Navíc je i solidním boxerem a thaiboxerem. To ho zařazuje mezi absolutní světovou špičku těžké váhy v MMA. Prestižní magazíny Sherdog a MMAWeekly ho řadí na 1. místo světového žebříčku (prosinec 2015).
Werdum během své dlouhé kariéry porazil mnohé přední zápasníky. Podlehli mu např. Mike Russow, Roy Nelson, Gabriel Gonzaga, Antonio "Big Foot" Silva, Alistair Overeem, Aleksander Jemeljaněnko a Brandon Vera. Byl prvním bojovníkem, který porazil v té době 9 a půl roku neporaženého „cara“ těžké váhy Fjodora Jemeljaněnka. V červnu 2015 se mu po vynikajícím výkonu podařilo podrobit si dosavadního šampiona těžké váhy Caina Velasqueze, čímž se stal šampiónem těžké váhy UFC.
Svou první obhajobu titulu ale nezvládl. Svého soupeře Stipa Miocice podcenil a Miocic ho knockoutoval v prvním kole.
V dalším zápase s přehledem porazil Travise Browna na body.
Po krátké pauze se znovu utkal s Alistairem Overeemem. Ten ho většinové porazil na body.
Na turnaji UFC 216 se měl utkat s Derrickem Lewisem. Ten ale měl problémy se zády. Náhrada za zraněného Lewise byla papírově snadná. Walta Harrise porazil bez pomocí úderů. Harris byl nucen se vzdát když mu už v první minutě Werdum dal páku na ruku.
V hlavním zápase večera, konajícím se 19. listopadu 2017 se utkal s Marcinem Tyburou. Werdum tehdy zvítězil na body, s tím že každé kolo vyhrál.
O post vyzyvatele se utkal s Alexandrem Volkovem. Zápas se pro Werduma vyvíjel dobře, ale docházelo mu kardio. Ve čtvrtém kole ho Volkov knockoutoval.
Fabricio Werdum měří 193 cm, váží 112 kg a rozpětí paží má 196 cm.

## MMA výsledky

### Profesionální kariéra
| Výsledek | Bilance | Soupeř                   | Metoda                           | Událost                            | Datum              | Kolo | Čas  | Místo                                     |
| -------- | ------- | ------------------------ | -------------------------------- | ---------------------------------- | ------------------ | ---- | ---- | ----------------------------------------- |
| Prohra   | 23-7-1  | Alexander Volkov         | KO (údery)                       | UFC Fight Night: Werdum vs. Volkov | 17. března 2018    | 4    | 1:38 | Londýn, Anglie                            |
| Výhra    | 23-7-1  | Marcin Tybura            | Na body                          | UFC Fight Night: Werdum vs. Tybura | 19. listopadu 2017 | 5    | 5:00 | Sydney, Austrálie                         |
| Výhra    | 22-7-1  | Walt Harris              | Donucení (armbar)                | UFC 216                            | 7. října 2017      | 1    | 1:05 | Las Vegas, Nevada, Spojené státy americké |
| Prohra   | 21-7-1  | Alistair Overeem         | Na body (většinově)              | UFC 213                            | 8. července 2017   | 3    | 5:00 | Las Vegas, Nevada, Spojené státy americké |
| Výhra    | 21-6-1  | Travis Browne            | Na body                          | UFC 203                            | 10. září 2016      | 3    | 5:00 | Cleveland, Ohio, Spojené státy americké   |
| Prohra   | 20-6-1  | Stipe Miocic             | KO (údery)                       | UFC 198                            | 14. května 2016    | 1    | 2:47 | Curitiba, Brazílie                        |
| Výhra    | 20-5-1  | Cain Velasquez           | Donucení (guillotine choke)      | UFC 188                            | 13. června 2015    | 3    | 2:13 | Ciudad de México, Mexiko                  |
| Výhra    | 19-5-1  | Mark Hunt                | TKO (naskočené koleno a údery)   | UFC 180                            | 15. listopadu 2014 | 2    | 2:27 | Ciudad de México, Mexiko                  |
| Výhra    | 18-5-1  | Travis Browne            | Na body                          | UFC on Fox 11                      | 19. dubna 2014     | 5    | 5:00 | Orlando, Spojené státy americké           |
| Výhra    | 17-5-1  | Antônio Rodrigo Nogueira | Donucení (armbar)                | UFC on Fuel TV 10                  | 8. června 2013     | 2    | 2:41 | Fortaleza, Brazílie                       |
| Výhra    | 16-5-1  | Mike Russow              | TKO (údery)                      | UFC 147                            | 23. června 2012    | 1    | 2:28 | Belo Horizonte, Brazílie                  |
| Výhra    | 15-5-1  | Roy Nelson               | Na body                          | UFC 143                            | 4. února 2012      | 3    | 5:00 | Las Vegas, Spojené státy americké         |
| Prohra   | 14-5-1  | Alistair Overeem         | Na body                          | Strikeforce: Overeem vs. Werdum    | 18. června 2011    | 3    | 5:00 | Dallas, Spojené státy americké            |
| Výhra    | 14-4-1  | Fjodor Jemeljaněnko      | Donucení (armbar z trojúhelníku) | Strikeforce: Fedor vs. Werdum      | 26. června 2010    | 1    | 1:09 | San José, Spojené státy americké          |
| Výhra    | 13-4-1  | Antônio Silva            | Na body                          | Strikeforce: Fedor vs. Rogers      | 7. listopadu 2009  | 3    | 5:00 | Hoffman Estates, Spojené státy americké   |
| Výhra    | 12-4-1  | Mike Kyle                | Donucení (guillotine choke)      | Strikeforce: Carano vs. Cyborg     | 15. srpna 2009     | 1    | 1:24 | San José, Spojené státy americké          |
| Prohra   | 11-4-1  | Junior dos Santos        | TKO (údery)                      | UFC 90                             | 25. října 2008     | 1    | 1:20 | Rosemont, Spojené státy americké          |
| Výhra    | 11-3-1  | Brandon Vera             | TKO (údery)                      | UFC 85                             | 7. června 2008     | 1    | 4:40 | Londýn, Spojené království                |
| Výhra    | 10-3-1  | Gabriel Gonzaga          | TKO (údery)                      | UFC 80                             | 19. ledna 2008     | 2    | 4:34 | Newcastle, Spojené království             |
| Prohra   | 9-3-1   | Andrej Arlovski          | Na body                          | UFC 70                             | 21. dubna 2007     | 3    | 5:00 | Manchester, Spojené království            |
| Výhra    | 9-2-1   | Aleksander Jemeljaněko   | Donucení (arm triangle choke)    | 2H2H: Pride & Honor                | 12. listopadu 2006 | 1    | 3:24 | Rotterdam, Nizozemsko                     |
| Prohra   | 8-2-1   | Antônio Rodrigo Nogueira | Na body                          | Pride Critical Countdown Absolute  | 1. července 2006   | 3    | 5:00 | Saitama, Japonsko                         |
| Výhra    | 8-1-1   | Alistair Overeem         | Donucení (kimura)                | Pride Total Elimination Absolute   | 5. května 2006     | 2    | 3:43 | Ósaka, Japonsko                           |
| Výhra    | 7-1-1   | John-Olav Einemo         | Na body                          | Pride 31                           | 26. února 2006     | 3    | 5:00 | Saitama, Japonsko                         |
| Prohra   | 6-1-1   | Sergej Charitonov        | Rozhodnutí                       | Pride 30                           | 23. října 2005     | 3    | 5:00 | Saitama, Japonsko                         |
| Výhra    | 6-0-1   | Roman Zencov             | Donucení (armbar z trojúhelníku) | Pride Final Conflict 2005          | 28. srpna 2005     | 1    | 6:01 | Saitama, Japonsko                         |
| Výhra    | 5-0-1   | Tom Erikson              | Donucení (rear-naked choke)      | Pride 29                           | 20. února 2005     | 1    | 5:29 | Saitama, Japonsko                         |
| Výhra    | 4-0-1   | Ebenezer Fontes Braga    | KO (pěstí)                       | Jungle Fight 2                     | 15. května 2004    | 2    | 1:28 | Manaus, Brazílie                          |
| Výhra    | 3-0-1   | Gabriel Gonzaga          | TKO (údery)                      | Jungle Fight 1                     | 13. září 2003      | 3    | 2:11 | Manaus, Brazílie                          |
| Výhra    | 2-0-1   | Kristof Midoux           | Donucení (armbar z trojúhelníku) | WAFF 2                             | 22. března 2003    | 1    | 4:11 | Marrákéš, Maroko                          |
| Remíza   | 1-0-1   | James Zikic              | Nerozhodně                       | Millennium Brawl 8                 | 22. září 2002      | 3    | 5:00 | High Wycombe, Spojené království          |
| Výhra    | 1-0     | Tengiz Tedoradze         | Donucení (trojúhelník)           | Millennium Brawl 7                 | 16. června 2002    | 1    | 2:49 | High Wycombe, Spojené království          |